# Heriaeus charitonovi
Heriaeus charitonovi is een spinnensoort in de taxonomische indeling van de krabspinnen (Thomisidae).
Het dier behoort tot het geslacht Heriaeus. De wetenschappelijke naam van de soort werd voor het eerst geldig gepubliceerd in 1985 door Utochkin.